# Феодосий (Яновский)
Архиепископ Феодосий (в миру Фёдор Михайлович Яновский; 1673 — 3 [16] февраля 1726, Кирилло-Белозерский монастырь) — архиепископ Новгородский (Великоновгородский) и Великолуцкий. Лишён сана 12 мая 1725 года.

## Биография
Родился в 1673 году в шляхетской семье на Смоленщине.
По мнению П. Петрова, Феодосий обучался в Московской Заиконоспасской академии, а по мнению историка В. Аскоченского — в Киево-Могилянской академии.
Периодом его обучения считаются 80-е годы XVII столетия. Насколько обширно было образование Феодосия, неизвестно; неизвестно также, продолжал ли он образование за границей по примеру своих сверстников. Он не обнаруживал особой учености, но считался человеком образованным. По словам архиепископа Новгородского Феофана (Прокоповича), Феодосий, любя учёных, предпочитал простых, и от него не осталось ни одного литературного труда.
Был рясофорным послушником Московского Симонова монастыря. Неизвестно также, как попал он в Симонов монастырь и по каким побуждениям принял монашество.
За клевету на архимандрита Симонова монастыря Варфоломея (это была простая жалоба на суровость Варфоломея) Феодосий попал в число нарушителей монашеской дисциплины и был сослан в оковах в Троице-Сергиев монастырь. Архимандрит Троице-Сергиева монастыря Иов принял в нём участие и освободил от оков. В 1697 году архимандрит Иов, получив назначение на Новгородскую кафедру, взял с собой Феодосия.
В 1701 году митрополит Иов рукоположил Феодосия в игумены, а в 1704 году назначил его архимандритом Новгородского Спасо-Варлаамиева Хутынского монастыря.

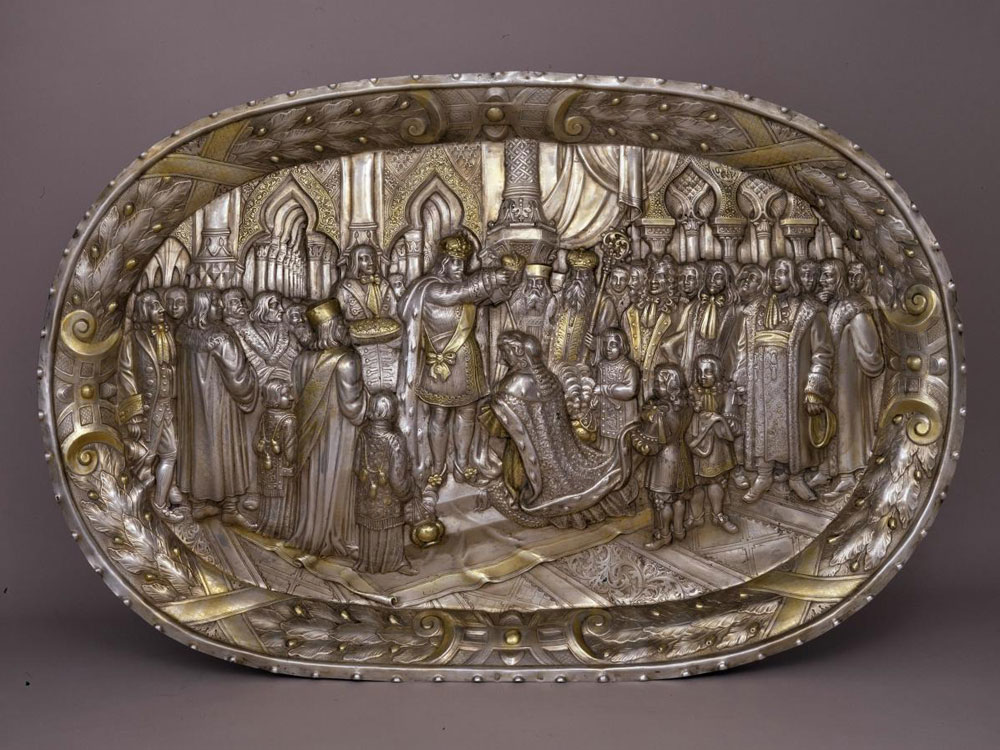
Блюдо «Коронация Екатерины I». Москва, 1724—1727. Мастер Николай Федоров. Изображен один из центральных моментов первой российской коронации, состоявшейся в Успенском соборе Московского Кремля 7 мая 1724 года: возложение Петром Великим императорской короны на жену Екатерину. Справа от императора два архиерея — вероятно, архиепископы Феодосий (Яновский), представленный в митре и с посохом в руках, и Феофан (Прокопович), которые подносят Петру коронационную мантию для возложения на Екатерину

Митрополит Иов умел ценить людей образованных, отличавшихся деловыми качествами. Архимандрит Феодосий не проявил себя как писатель, не был он заметен и как проповедник, зато обладал недюжинными способностями как администратор, и потому стал ближайшим помощником Новгородского архиерея.
Вскоре он стал известен царю Петру I. Между архимандритом Феодосием и царём установились дружеские отношения. 27 октября 1704 года архимандрит Феодосий, минуя митрополита Иова, писал прямо царю, жалуясь на келаря Венедикта. С этого времени архимандрит Феодосий стал всё больше опираться на высшую государственную власть, игнорируя своего непосредственного духовного руководителя. Особенно это проявилось в 1708 году, когда митрополит Иов послал архимандрита Феодосия в Москву за типографией Симеона Полоцкого. В Москве архимандрит Феодосий встретился с царём и был назначен духовным судьёй в Санкт-Петербург для заведования церковными делами вновь завоеванных городов: Ямбурга, Нарвы, Копорья, Шлиссельбурга. Митрополит Иов был только уве́домлен о новом назначении своего архимандрита и должен был благословить его на новое служение. Митрополит Иов дал ему инструкцию относительно его практической деятельности. По-видимому, и митрополит Иов, и царь Петр I ценили в Феодосии административные таланты, любовь к просвещению. Феодосий был человеком энергичным, обладавшим практическим умом и умевшим приспосабливаться к требованиям времени. Такие люди нужны были Петру I.
Главным делом архимандрита Феодосия было построение церквей и снабжение их всем необходимым, а также организация церковного надзора за причтами и паствой. Кроме того, Феодосий, оставаясь Хутынским архимандритом, предпринял строительство Александро-Невского монастыря, стремясь как можно крепче связать себя с Санкт-Петербургом. Строительство началось в 1710 году
В 1712 году Феодосий был назначен архимандритом будущей лавры. Теперь он уже не нуждался более в поддержке митрополита Иова и вел себя совершенно независимо, хотя формально оставался в его подчинении, так как Санкт-Петербург в то время относился к Новгородской епархии. Отношения архимандрита Феодосия с митрополитом Иовом окончательно испортились, о чём свидетельствует одно резкое письмо митрополита к Феодосию, написанное, по-видимому, около 1710—1712 годов. Трудно найти более мрачные краски, чем те, какими изображал теперь преосвященный Иов своего прежнего любимца. Но архимандриту Феодосию не страшен был гнев митрополита Иова, так как он больше уже не мог повлиять на его судьбу.
В начале 1721 года архимандрит Феодосий был хиротонисан во епископа Новгородского и Великолуцкого с возведением в сан архиепископа. Новгородской епархией он управлял из Санкт-Петербурга, который до создания самостоятельной Санкт-Петербургской епархии входил в состав Новгородской, сохранив за собой и настоятельство в Александро-Невском монастыре. По указу Петра I архиепископ Новгородский Феодосий стал первым вице-президентом Святейшего Синода.
Архиепископ Феодосий был энергичным церковным администратором. Во вверенной ему епархии было построено много новых церквей. Он заботился о материальном благосостоянии духовенства своей епархии. Обращал особое внимание на искоренение разных недостатков в церковной жизни. Активно боролся против раскола в епархии, участвовал в заседаниях Тайной канцелярии.
Но, как отмечают историки, добившись высокого положения, епископ Феодосий уклонился от монашеских идеалов, повёл невоздержанную светскую жизнь и даже решил завести ассамблеи, наподобие Петровых. Всё это требовало много денег, и Феодосий стал прибегать к незаконным источникам. С приобретением власти возросла в нём и гордость, он меньше стал считаться с людьми.
27 апреля 1725 года архиепископ Феодосий за резкие высказывания в адрес императрицы Екатерины I был арестован. Вероятно, дело против Феодосия было инспирировано при активном участии Феофана (Прокоповича).
11 мая 1725 года ему был вынесен приговор, по которому он был сослан в далёкий Николо-Корельский монастырь Архангельской епархии в заключение. 21 июня он был уже в монастыре. Его заточили в подземную келию под церковью. Но в скором времени участь его ещё ухудшилась. В момент объявления приговора следствие по его делу ещё не было закончено. С выявлением новых фактов преступления 8 сентября 1725 года был объявлен новый указ, по которому с Феодосия сняли сан; «чернец» Феодосий был переведён в худшую тюрьму в этом же монастыре, холодную, сырую. Сраженный всем происшедшим, Феодосий прожил недолго.
5 февраля 1726 года он скончался в своем заточении простым «чернецом Феодосом». По особому распоряжению он был погребён в Кирилло-Белозерском монастыре. Ему выпала печальная участь погибнуть без сочувствия к своему несчастью: «пожал то, что посеял».